# Tabanus syriacus
Tabanus syriacus är en tvåvingeart som beskrevs av Krober 1925. Tabanus syriacus ingår i släktet Tabanus och familjen bromsar. Inga underarter finns listade i Catalogue of Life.